# Fernando Soriano Marco
Fernando Soriano Marco (nascut el 24 de setembre del 1979 a Saragossa) és un exfutbolista professional aragonès.
Va jugar principalment a la UD Almería, tot i que a la part final de la seva carrera va fer una estada també al CA Osasuna.